# Ratshausen
Ratshausen là một thị xã nằm ở huyện Zollernalbkreis, thuộc bang Baden-Württemberg, Đức.